# Бульбофиллюм

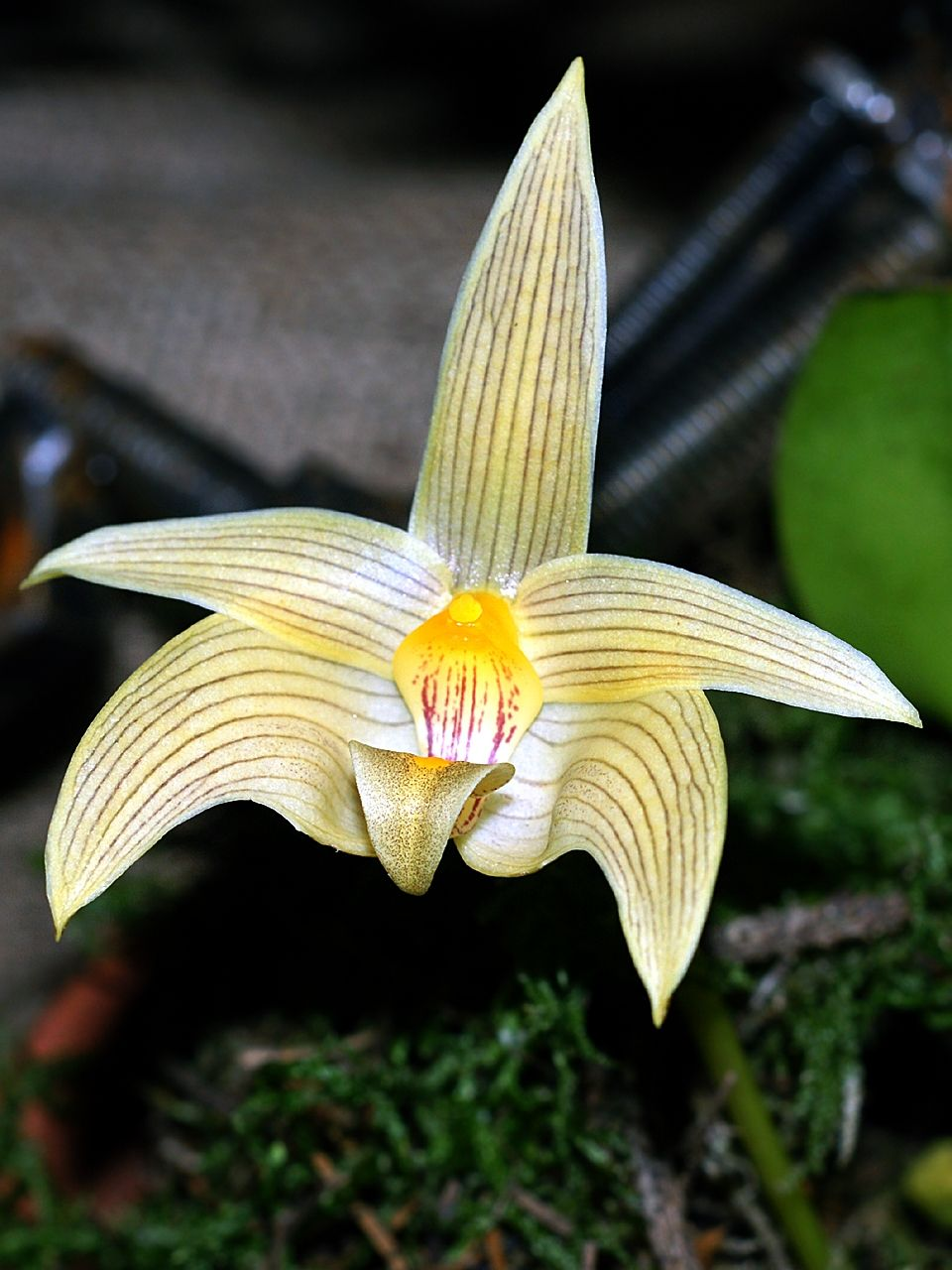
Bulbophyllum lobbii

Бульбофи́ллюм (лат. Bulbophyllum) — род многолетних травянистых растений семейства Орхидные.
Аббревиатура родового названия в промышленном и любительском цветоводстве — Bulb.
Один из наиболее многочисленных родов семейства Орхидные.
Эпифиты, реже литофиты или наземные растения. 
 Распространены в тропической части Азии, в Новой Гвинее, Южной, Центральной и Северной Америке.

## Этимологияи история описания
Название происходит от греческих слов «bulbos» — клубень и «phyllon» — лист.
Род впервые описан французским ботаником Louis-Marie Aubert du Petit-Thouars в книге «Histoire particulière des plantes orchidées recueillies sur les trois Iles Australes d’Afrique, de France, de Bourbon et de Madagascar».

## Синонимы
По данным Королевских ботанических садов в Кью.
- Stachyanthus Blume in ?, nom. illeg.
- Phyllorkis Thouars, 1822
- Tribrachia Lindl., 1824
- Anisopetalum Hook., 1825
- Cochlea Blume, 1825
- Cochlia Blume, 1825
- Diphyes Blume, 1825
- Ephippium Blume, 1825
- Epicranthes Blume, 1825
- Osyricera Blume, 1825
- Bolbophyllum Spreng., 1826
- Gersinia Néraud in C.Gaudichaud-Beaupré, 1826
- Megaclinium Lindl., 1826
- Hippoglossum Breda, 1827
- Odontostylis Breda, 1827
- Sestochilos Breda, 1827
- Epicrianthus Blume, 1828
- Odontostylis Blume, 1828
- Zygoglossum Reinw., 1828
- Cirrhopetalum Lindl., 1830
- Lyraea Lindl., 1830
- Macrolepis A.Rich. in J.S.C.Domont d'Urville, 1833
- Malachadenia Lindl., 1839
- Oxysepalum Wight, 1851
- Bolbophyllaria Rchb.f., 1852
- Bolbophyllopsis Rchb.f., 1852
- Didactyle Lindl., 1852
- Xiphizusa Rchb.f., 1852
- Sarcobodium Beer, 1854
- Bulbophyllaria S.Moore in J.G.Baker, 1877
- Henosis Hook.f., 1890
- Adelopetalum Fitzg., 1891
- Pelma Finet, 1909
- Codonosiphon Schltr., 1913
- Dactylorhynchus Schltr., 1913
- Monosepalum Schltr., 1913
- Tapeinoglossum Schltr., 1913
- Hyalosema Rolfe, 1919
- Canacorchis Guillaumin, 1964
- × Cirrhophyllum auct.
- Hapalochilus (Schltr.) Senghas, 1978
- Ferruminaria Garay, 1994
- Mastigion Garay, 1994
- Rhytionanthos Garay, 1994
- Synarmosepalum Garay, 1994
- Vesicisepalum (J.J.Sm.) Garay, 1994
- Oncophyllum D.L.Jones & M.A.Clem., 2001
- Peltopus (Schltr.) Szlach. & Marg., 2001
- Blepharochilum M.A.Clem. & D.L.Jones, 2002
- Carparomorchis M.A.Clem. & D.L.Jones, 2002
- Fruticicola (Schltr.) M.A.Clem. & D.L.Jones, 2002
- Karorchis D.L.Jones & M.A.Clem., 2002
- Papulipetalum (Schltr.) M.A.Clem. & D.L.Jones, 2002
- Serpenticaulis M.A.Clem. & D.L.Jones, 2002
- Spilorchis D.L.Jones & M.A.Clem., 2005
- Hamularia Aver. & Averyanova, 2006
- Hordeanthos Szlach., 2007
- Lepanthanthe (Schltr.) Szlach., 2007
- Trachyrhachis (Schltr.) Szlach., 2007
- Tripudianthes (Seidenf.) Szlach. & Kras, 2007

## Биологическое описание

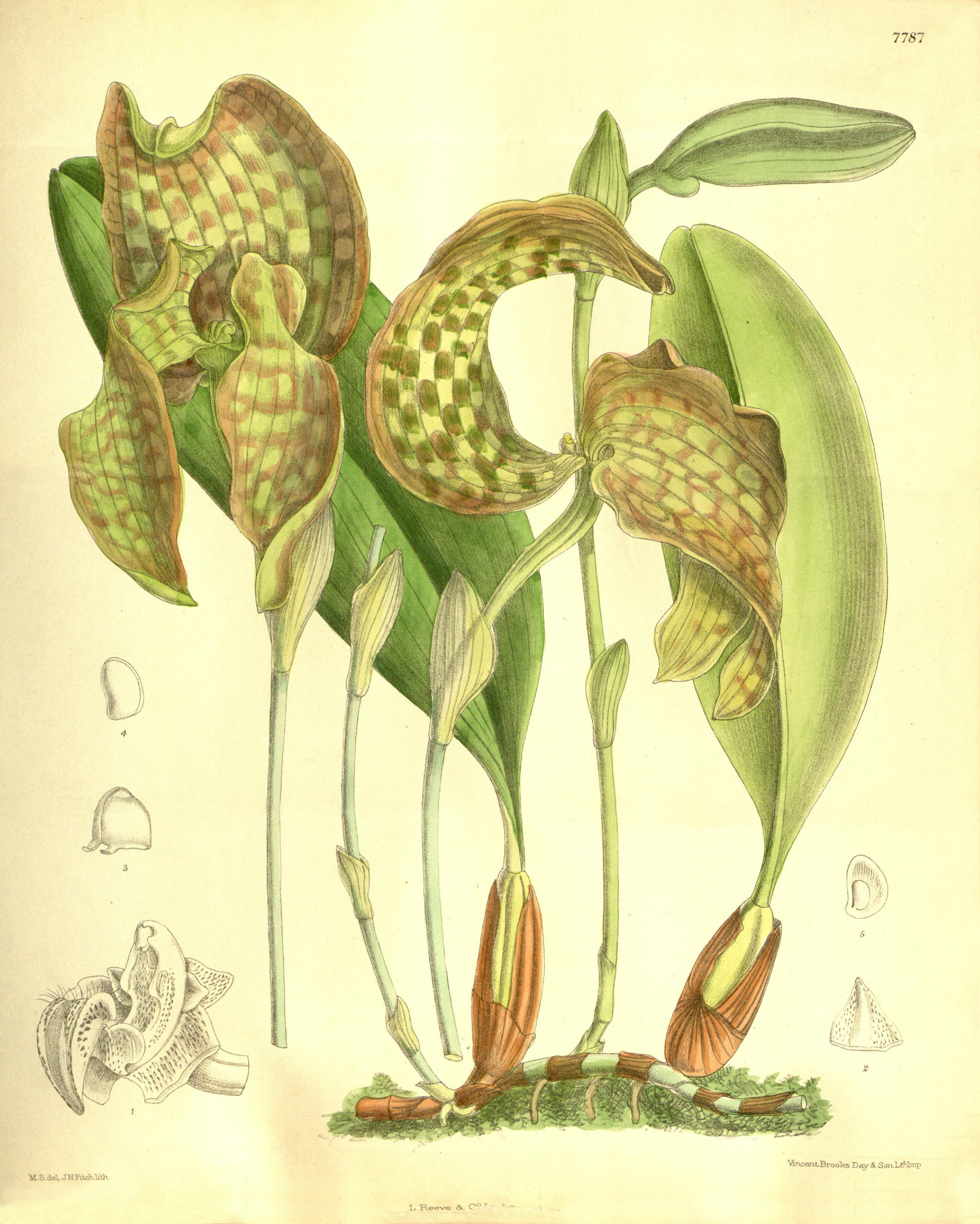
Bulbophyllum grandiflorum. Ботаническая иллюстрация из журнала Curtis's botanical magazine vol. 127 ser. 3 nr. 57 tab. 7787. 1901 г.

Симподиальные растения от мелких до крупных размеров. Стебель ползучий, примыкающий к субстрату, обычно несет разнообразной формы туберидии. Туберидии большинства видов выпуклые, часто угловатые, одно- или двулистные.
Листья занимают апикальное положение на псевдобульбе, тонкие или мясистые, разнообразные по форме, раскидистые или свисающие.
У большинства видов соцветия многоцветковые, кистевидные, формирующиеся у основания туберидиев. Цветки по величине от маленьких до крупных, у одних видов приятно ароматные, у других — имеют неприятный запах. Губа простая или трехлопастная, часто мясистая, иногда реснитчатая или опушённая. Колонка короткая, прямая. Восковидных поллиниев — 4.

## Виды
По информации базы данных The Plant List (2013), род включает 1,884 видов
.
Ряд видов рода Бульбофиллюм находятся под угрозой исчезновения, и признаются в качестве таковых Всемирным союзом охраны природы (МСОП):
- Bulbophyllum auratum
- Bulbophyllum filiforme
- Bulbophyllum gravidum
- Bulbophyllum jaapii
- Bulbophyllum kupense
- Bulbophyllum modicum
- Bulbophyllum nigericum
- Bulbophyllum putidum
- Bulbophyllum rubrolabellum
- Bulbophyllum tokioi

## В культуре
Температурный режим культивирования зависит от экологии вида. Растения произрастающие в горных районах, как правило относятся к умеренной или холодной температурной группе. Виды из равнинных областей к умеренной или теплой.
Выращивают на блоках, в подвесных корзинках для эпифитов или в горшках.